# Ньерш, Режё
Ре́жё Ньерш (венг. Nyers Rezső; 21 марта 1923, Будапешт — 22 июня 2018) — венгерский партийный, политический и государственный деятель, член Венгерской социалистической рабочей партии. Экономист, руководитель экономических реформ 1960-х годов, один из инициаторов политических и экономических реформ в 1980-х годах. Председатель Венгерской социалистической рабочей партии (24 июня — 7 октября 1989), Председатель Венгерской социалистической партии (1989—1990).

## Биография
Режё Ньерш родился 21 марта 1923 года в Будапеште в семье рабочего. Получил профессию печатника, и с 1938 года (с 15 лет) работал в типографиях наборщиком. Сразу же включился в рабочее движение, в 1938 — 1943 годах был председателем Будапештской молодежной группы рабочих полиграфической промышленности. В 1940 году вступил в Социал-демократическую партию Венгрии. В 1944 году оставил профессию печатника и перешел на работу в партии.

### Карьера в ВПТ
В 1947 году Ньерш стал заместителем секретаря Пештского комитета Социал-демократической партии и был избран депутатом Государственного собрания Венгрии, а в 1948 году, после объединения СДП с Коммунистической партией Венгрии и образования Венгерской партии трудящихся — секретарем Пештского комитета ВПТ. В 1949 году его перевели на работу в аппарат ЦК ВПТ.
В 1952 году Ньерш был назначен начальником отдела управления Министерства внутренних дел Венгрии и в 1953 году сложил полномочия депутата Государственного собрания. В 1954 году его перевели на должность заместителя председателя
Всевенгерского союза потребительских кооперативов. В этот период Ньерш заочно окончил Будапештский экономический университет имени Карла Маркса.

### События 1956 года и посты в правительстве
30 июля 1956 года после реорганизации правительства Ньерш был назначен министром пищевой промышленности в правительстве Андраша Хегедюша. 24 октября он занял тот же пост в кабинете Имре Надя.
В период ноябрьских событий 1956 года в Венгрии Режё Ньерш отказался от поддержки Имре Надя и перешёл на сторону лидера партии Яноша Кадара, выступавшего за продолжение курса на социализм и союз с СССР. 4 ноября 1956 года он был назначен уполномоченным Революционного рабоче-крестьянского правительства по вопросам снабжения.
После распада ВПТ Ньерш вступил в Венгерскую социалистическую рабочую партию и в феврале 1957 года был введен в состав Временного Центрального комитета ВСРП. В том же году он был переведен на должность председателя Всевенгерского союза потребительских кооперативов. В 1958 году Ньерш был избран депутатом Государственного собрания ВНР. В 1960 году Ньерш был назначен министром финансов в правительстве Ференца Мюнниха. Он сохранил этот пост и в кабинете Яноша Кадара, сформированном 13 сентября 1961 года.

### Автор экономической реформы
24 ноября 1962 года на пленуме ЦК после VIII съезда ВСРП Режё Ньерш был избран кандидатом в члены Политбюро ЦК ВСРП и секретарём ЦК ВСРП и оставил пост министра финансов ВНР. Одновременно он занял должность председателя экономической комиссии при ЦК ВСРП. В 1966 году был избран членом Политбюро ЦК ВСРП. В качестве секретаря ЦК ВСРП, отвечавший за экономическую политику Ньерш выступил за реформирование экономики путём её ограниченной либерализации. Он нашёл поддержку в лице секретаря ЦК ВСРП Лайоша Фехера, отвечавшего за сельское хозяйство и уже проводившего схожую политику в аграрном секторе.
24 ноября 1967 года ЦК ВСРП во многом по их инициативе принял решение о реформе хозяйственного механизма и проведении её в жизнь одновременно с выполнением 3-го пятилетнего плана (1966—1970). 1 января 1968 года реформе был дан старт. В Венгрии было прекращено директивное планирование, расширена самостоятельность предприятий, в распоряжении которых теперь оставляли значительные средства, поощрялось их соревнование на рынке. Была реформирована система цен.
В 1968 — 1969 годах, после событий в Чехословакии, Ньершу и Фехеру пришлось доказывать, что их реформа затрагивает лишь механизм управления и планирования и не нарушает принципов социализма. Они настаивали на том, что рынок един для капитализма и социализма, что социализм тоже общество товарного производства и не может произвольно ограничивать действие закона стоимости.
Несмотря на успехи реформы, в 1971 году позиции Ньерша стали ослабевать. Предложения Венгрии о введении элементов рынка в отношения стран Совета экономической взаимопомощи были отклонены, а рост цен на нефть и мировой экономический кризис привели к сокращению прибылей от внешней торговли и значительному дефициту. Осенью 1972 года противники реформы в руководстве партии Золтан Комочин, Бела Биску и Арпад Пуллаи добились свертывания реформы. Вскоре Режё Ньерш, Лайош Фехер и глава правительства Йенё Фок лишились своих постов.
В 1989 году комиссия по подготовке материалов новой программы ВСРП во главе с президентом венгерской академии наук Иваном Берендом подвергла Ньерша и его сотрудников критике как авторов экономической реформы 1960-х годов. Комиссия нашла, что реформа была лишена теоретического обоснования, её авторы не заявили о сути своих шагов и намерений, а в условиях, когда перед Венгрией стояла утопическая задача построения коммунизма за 20 лет, осуществление реформы было невозможным.

### Опала и возвращение во власть
В 1974 году Режё Ньерш был назначен на пост директора института экономики Венгерской академии наук, а в 1975 году его вывели из состава Политбюро ЦК ВСРП. В 1981 году был лишен и этого поста и до 1988 года был научным консультантом этого института.
Возвращение Ньерша во власть произошло только после начала новых реформ в Венгрии. 22 мая 1988 года после Всевенгерской конференции ВСРП Ньерш вновь был избран членом политбюро ЦК ВСРП. В ноябре того же года он был назначен государственным министром в правительстве Миклоша Немета. Он обладал статусом заместителя Председателя Совета Министров ВНР и курировал разработку вопросов экономической реформы. Его активно поддерживал возникший внутри ВСРП Союз реформ, фактически выступавший за идеологию социал-демократии. В мае 1989 года Ньерш вместе с Имре Пожгаи выступил на митинге первого Всевенгерского совещания кружков реформ ВСРП в Сегеде. Через месяц на учредительном собрании Нового мартовского фронта Ньерш заявил, что следует отказаться от представления, что для счастливого процветания необходим только социализм. «Это не правда, это утопия!» — заявил он.

### Во главе партии
24 июня 1989 года на пленуме ЦК ВСРП Режё Ньерш был избран Председателем Венгерской социалистической рабочей партии (должность была введена специально для него, в противовес консерватору Карою Гросу, занявшему пост генерального секретаря ЦК ВСРП), и стал членом Президиума ВСРП, созданного для оперативного управления партией. Одновременно он сложил полномочия государственного министра.
В Президиум ВСРП вошли также генеральный секретарь ВСРП Карой Грос, глава правительства Миклош Немет и государственный министр Имре Пожгаи.
В июле Ньерш, как новый венгерский лидер, представлял страну на совещании Политического консультативного комитета стран — участников Варшавского договора в Бухаресте.
25 июля 1989 года Режё Ньерш и Карой Грос встретились в Москве с генеральным секретарем ЦК КПСС М. С. Горбачёвым в присутствии секретаря ЦК КПСС А. Н. Яковлева.
В сентябре 1989 года на втором Всевенгерском совещании кружков реформ Ньерш уточнил свои идеологические позиции. Он заявил, что существовавший в последние десятилетия в Венгрии политический строй не может называться социализмом, и что сам он выступает за коренное изменение политического и экономического строя.
7 октября 1989 года Съезд «89» ВСРП принял решение о создании Венгерской социалистической партии. Преобладавшие на съезде представители Союза реформ и Народно-демократической платформы ВСРП, договорившись между собой, сформировали президиум ВСП из 25 человек во главе с Режё Ньершем. В новой партии остались глава правительства Миклош Немет, министр иностранных дел Дьюла Хорн и ставший кандидатом на пост президента Венгрии государственный министр Имре Пожгаи. Однако Государственное собрание приняло закон о запрете партийной деятельности на предприятиях, в учреждениях и вооруженных силах, что затруднило деятельность ВСП, а бывшие члены ВСРП не торопились с выбором. В начале 1990 года партия Ньерша насчитывала всего 50 000 членов. В феврале 1990 года ВСП стала инициатором нового «круглого стола» с другими политическими партиями Венгрии, однако результаты свободных парламентских выборов 25 марта и 8 апреля 1990 года сделали переговоры бессмысленными. Власть в стране перешла к правой оппозиции. ВСП получила всего 10,65 % голосов избирателей.
27 мая 1990 года на посту Председателя Венгерской социалистической партии его сменил Дьюла Хорн.

## Частная жизнь
Режё Ньерш увлекался театром, теннисом, филателией и верховой ездой.

## Сочинения
Автор книг «Экономическая политика и реформа хозяйственного механизма», «Теоретические и практические вопросы социалистической экономической интеграции», «Выбор пути — реформа» и других. Неоднократно публиковался в СССР в теоретическом журнале ЦК КПСС «Коммунист» и в других изданиях.
- Режё Ньерш. Реформа хозяйственного механизма // «Коммунист» — 1967 — № 16
- Szövetkezetek a magyar népi demokráciában (1959)
- A műszaki fejlesztés szerepe gazdaságpolitikánkban (1964)
- Gazdaságpolitikánk és a gazdasági mechanizmus reformja (1968)
- 25 kérdés és válasz gazdaságpolitikai kérdésekről (1969)
- A szocialista gazdasági integráció elvi és gyakorlati kérdései (1969)
- A jövedelmezőség és a jövedelemelosztás problémái hazánkban (1970)
- Szövetkezetpolitikánk kérdései (1970)
- Népgazdaságunk a szocializmus építésének útján (1970)
- Útkeresés — reformok (1988)
- Beszélgetések (Huszár Tiborral, 2004)